# هری مسل
هری مسل (انگلیسی: Harry Messel؛ زاده ۳ مارس ۱۹۲۲ - مرگ ۸ ژوئیه ۲۰۱۵) یک فیزیک‌دان اهل استرالیا بود.